# Cây General Sherman

General Sherman

Cây General Sherman là một cây cự sam (Sequoiadendron giganteum) nằm trong khu Rừng Khổng lồ của Vườn quốc gia Sequoia, Quận Tulare, California, Hoa Kỳ. Theo thể tích, nó là cây đơn thân lớn nhất thế giới hiện nay. Tuy vậy, trong sử sách nó chưa phải là cây lớn nhất, mà là cây Crannell Creek Giant, một cây Sequoia sempervirens nằm gần Trinidad, California, được ước tính lớn hơn cây General Sherman từ 15 đến 25% thể tích nữa. Crannell Creek Giant sau đó đã bị chặt hạ vào giữa những năm 1940. Một cây lớn hơn là Cây Lindsey Creek được đăng trong một bài báo cáo Humboldt Times Standard năm 1905, ước tính là 90.000 feet khối.

## Lịch sử
Nó được đặt tên bởi nhà tự nhiên học James Wolverton. Ông đã lấy theo tên của tướng quân đội Liên bang miền Bắc Hoa Kỳ là William Tecumseh Sherman, lúc đó là Tư lệnh Lục quân thời Nội chiến Hoa Kỳ, lúc đó là cấp trên của mình. Năm 1931, sau kho so sánh với cây General Grant gần đó, General Sherman được xác định là cây lớn nhất thế giới. Một kết quả của quá trình tính khối lượng gỗ sau đó được chấp nhận rộng rãi như là tiêu chuẩn để thiết lập và so sánh kích thước của các cây khác nhau.
Vào tháng 1 năm 2006, nhánh cây lớn nhất của cây (thường thấy nhất xuất hiện trong các bức ảnh cũ hơn, dưới dạng hình chữ L hoặc hình dạng gậy đánh golf, nhô ra từ khoảng một phần tư thân cây) đã bị gãy. Không có nhân chứng nào cho vụ việc này. Đường kính ước t ính là trên 2 mét (6,6 ft) và chiều dài trên 30 mét (98 ft). Thậm chí nó đã làm vỡ một phần của hàng rào và vỉa hè của lối đi xung quanh cây. Điều này được cho là không có biểu hiện bất thường nào về sức khỏe của cây, thậm chí đây có thể là một cơ chế tồn tại tự nhiên để chống lại các điều kiện thời tiết bất lợi.
Có tên gọi là General Sherman,
nhà nghiên cứu sinh thái học Nate Stephenson (Cục đo đạc địa chất Mỹ) cho biết:Tuổi của nó khoảng 2000 năm.Nó có đường kính tại gốc là 9m và kích thước toàn thân gấp mười lần một con cá voi xanh.
Nghiên cứu của Stephenson trên các cây sequoia cho thấy những cây lớn nhất không hoàn toàn là những cây già nhất. Có những cây có đường kính gốc nhỏ hơn cây sherman nhưng lại có tuổi đời hơn 3.200 năm.
Stephenson cho biết thêm "Phần lớn những cây sequoia lớn nhất là những cây ở tuổi "trung niên", nhưng tốc độ phát triển của chúng không kém gì thời kỳ trưởng thành: rất nhanh và mãnh liệt".

## Kích thước
Trong khi nó là cây lớn nhất trên thế giới còn tồn tại nhưng lại không phải là cây cao nhất thế giới (cao nhất là cây Hyperion đạt 115,92 mét, một cây Sequoia sempervirens), cũng không phải là cây có tán rộng nhất, so với Bao báp thì nó cũng không phải là cây có đường kính rộng nhất, và cũng không phải là cây sống lâu đời nhất được biết đến trên Trái Đất (điều này thuộc về một cây Thông Đại Bồn Địa, đạt 5.067 tuổi). Với chiều cao 83,8 mét (275 ft), đường kính 7,7 m (25 ft), ước tính khối lượng thân cây đạt 1.487 m3 (52.513 ft khối) và độ tuổi là từ 2.300 – 2.700 năm. Tuy vậy, nó vẫn nằm trong số những cây cao nhất, rộng nhất và có tuổi thọ lớn nhất trên thế giới
| Chiều cao toàn bộ                                       | 274,9 ft       | 83,8 m   |
| Chu vi thân                                             | 102,6 ft       | 31,3 m   |
| Đường kính tối đa                                       | 36,5 ft        | 11,1 m   |
| Đường kính tại độ cao 4,5 ft (1,4 m) trên mặt đất       | 25,1 ft        | 7,7 m    |
| Đường kính tại độ cao 60 ft (18 m) trên mặt đất         | 17,5 ft        | 5,3 m    |
| Đường kính tại độ cao 180 ft (55 m) trên mặt đất        | 14,0 ft        | 4,3 m    |
| Đường kính nhánh lớn nhất                               | 6,8 ft         | 2,1 m    |
| Độ cao của nhánh lớn đầu tiên trên thân cây tính từ đất | 130,0 ft       | 39,6 m   |
| Tán trung bình                                          | 106,5 ft       | 32,5 m   |
| Khối lượng thân cây ước tính                            | 52.508 ft khối | 1.487 m3 |
| Khối lượng ước tính (ẩm) (1938)                         | 2.105 tấn Mỹ   | 1.910 t  |
| Khối lượng thân cây ước tính (1938)                     | 2.472.000 lb   | 1.121 t  |